# Piossasco
Piossasco (en français Piosasque) est une commune italienne d'environ 17 980 habitants (2021) située dans la ville métropolitaine de Turin, dans la région Piémont, dans le Nord-Ouest de l'Italie.
Piossasco est jumelée avec la ville de Cran-Gevrier.

## Administration
| Période                                  | Période  | Identité                   | Étiquette                  | Qualité |
| ---------------------------------------- | -------- | -------------------------- | -------------------------- | ------- |
| 1999                                     | 2004     | Laura Oliviero             | coalition de centre-gauche |         |
| 2004                                     | 2009     | Laura Oliviero             | coalition de centre-gauche |         |
| 2009                                     | En cours | Roberta Maria Avola Faraci | coalition de centre-gauche |         |
| Les données manquantes sont à compléter. |          |                            |                            |         |

### Hameaux
I Galli, San Vito, Garola, Tetti Scaglia, Duis, Abate, Brentatori, Colomba, Lupi, Barboschi, Villaggio Nuovo, Giorda, Maritani, Mompalà, Tetti Olli, Campetto, Rivetta, Generala, Prese, Ciampetto, Gaj, Merlino.

### Communes limitrophes
Trana, Rivalta di Torino, Sangano, Bruino, Cumiana, Volvera.